# Förlåt mig
Förlåt mig är ett TV-program som sändes 1994 på TV4 och 1995 på TV3. Programledare var Agneta Askelöf. 2018 sändes programmet på Sjuan med Linda Lindorff som programledare.
Programmet gick ut på att folk skulle kunna säga "förlåt" till någon offentligt på TV. Oftast handlade det om att någon trädde fram i TV och ville ha hjälp med att leta upp någon som personen haft någon form av konflikt med några år tidigare och säga förlåt.
En kvinna ville att programmet skulle leta upp hennes son som hon hade låtit bli adopterad av en annan familj när han var spädbarn. TV-teamet uppvaktade då sonen, som hunnit bli vuxen, och han själv blev väldigt förvånad och fick träffa sin biologiska mor för första gången i TV.
Hela programmet byggde på att ta fram olika människors skuldkänslor. TV4:s före detta VD Jan Scherman har för tidskriften Fokus uttalat att programmet blev mycket närgånget och gick för långt.
I Äntligen måndag gjordes 1994 en parodi vid namn "Rätt åt dig".